# احتضان الأطفال في السعودية
احتضان طفل هو تولّي أسرة مغايرة للأسرة البيولوجية لطفل ما مهمّة تربية وإعاشة وحماية الطفل، وفي السعودية، يعتبر احتضان الأطفال قانونيًّا بعد تحقق شروط معيّنة.

## إحصائيات
- ينشأ سنويًّا أكثر من 500 طفل مجهول الأبوين في السعودية.[2]
- في عام 2018م، تم تقديم 1700 طلب احتضان.[3]

## شروط الاحتضان
حددت وزارة العمل والتنمية الاجتماعية (السعودية) شروطًا يجب على الأسرة تحقيقها لتتمكّن من احتضان الطفل، وهي:
- أن تكون الأسرة سعوديّة الجنسيّة.
- ألا يتجاوز سن الزوجة 50 عام وقت تقديم الطلب.
- ثبوت صلاحية الأسرة اجتماعيًّا، ونفسيًّا، وتربويًّا.
- أن تكون الحالة الاقتصادية للأسرة جيّدة.
- خلو الأسرة من الأمراض المعدية والسارية والنفسية المزمنة.

## جمعية الوداد الخيرية
هي أول جمعية متخصصة في رعاية الأطفال مجهولي الأبوين في السعودية، وحددت الجمعية شروط إضافية على شروط وزارة العمل والتنمية الاجتماعية (السعودية) للأسر التي تريد الاحتضان عن طريقهم، وهي:
- أولوية الاحتضان للأسر العقيمة، وألا يكون للأسرة ثلاثة أبناء دون سن السادسة.
- إمكانية الأم من إرضاع الطفل المحتضن، ليتم إصدار صك ولاية وصك رضاعة من وزارة العدل (السعودية) لإثبات قرابة الطفل للاسرة الحاضنة.[2]
- مطابقة لون بشرة الطفل مع لون بشرة الأسرة الحاضنة.

## الجانب الديني
أصدرت الرئاسة العامة للبحوث العلمية والإفتاء (السعودية) فتوى تفصّل بموضوع تبنّي الأطفال واحتضانهم، وملخصها:
التّبني لا يجوز في الإسلام، الله جلّ وعلا قال:  ادْعُوهُمْ لِآبَائِهِمْ  فإذا رباه تربية ونسبه إلى أبيه، لا بأس كونه يحسن فيه ويربّيه ينفق عليه؛ لأنه يتيم لا أب له، أو لأنه مجهول ما يعرف، فهذا من باب الإحسان، لكن لا ينسبه إليه، يربّيه ويحسن فيه، وينسب إلى اسم معبد لله.

## طالع أيضًا
- كفالة الأطفال
- تبني